# Mount Bulyea
Mount Bulyea är ett berg i Kanada.   Det ligger i provinsen Alberta, i den centrala delen av landet, 3 100 km väster om huvudstaden Ottawa. Toppen på Mount Bulyea är 3 332 meter över havet.
Terrängen runt Mount Bulyea är bergig åt sydväst, men åt nordost är den kuperad.Trakten runt Mount Bulyea är nära nog obefolkad, med mindre än två invånare per kvadratkilometer.. Det finns inga samhällen i närheten. 
Trakten runt Mount Bulyea är permanent täckt av is och snö.